# Musculus transversus thoracis

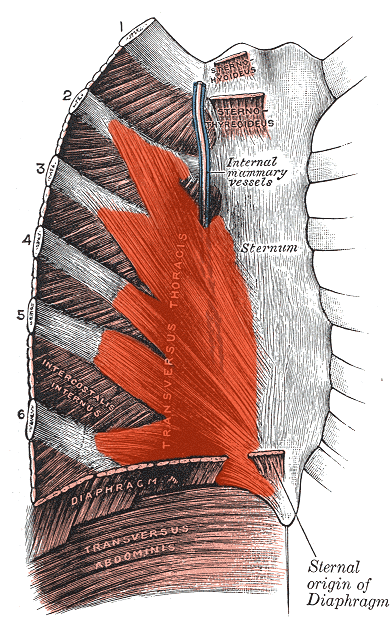
A mellkas egy részlete (a vörössel jelölt izom a transversus thoracis)

A musculus transversus thoracis egy izom az ember mellkasában.

## Eredés, tapadás, elhelyezkedés
Az utolsó 3-4 valódi borda cartilago costalisáról, a szegycsont (sternum) corpus sterni-éről és a processus xiphoideusról ered. A II.-VI. borda cartilago costalis-án tapad.

## Funkció
Süllyeszti az alsó bordákat.

## Beidegzés, vérellátás
A nervus intercostalis idegzi be. Az arteria intercostalis látja el vérrel.

## Külső hivatkozások
- Kép, leírás
- Kép
- Leírás